# James Healer

James Healer est une série de bande dessinée policière publiée dans la collection « Troisième vague » de l'éditeur franco-belge Lombard.
Écrite par le Belge Yves Swolfs, dessinée par l'Italien Giulio De Vita et colorié par la Belge Sophie Swolfs, elle compte trois volumes publiés entre 2002 et 2004.

## Synopsis
Un peu à l'instar du Lama blanc, James Healer est un shaman ayant hérité de pouvoirs d'une culture qui n'est pas la sienne. C'est un blanc recueilli et élevé par des amérindiens ; devenu adulte il voyage à travers les plaines des États-Unis, s'arrêtant là où ses pouvoirs sont utiles.

## Albums
- James Healer, Le Lombard, coll. « Troisième Vague » :

1. Camden Rock, 2002  (ISBN 2-8036-1666-1).
2. La Nuit du cobra, 2003  (ISBN 2-8036-1845-1).
3. La Montagne sacrée, 2004  (ISBN 2-8036-1987-3)[1].

### Documentation
- Giulio de Vita (int. par Nicoas Pothiers), « Vita's Visions », BoDoï, no 47,‎ décembre 2001, p. 20.